# Megarhyssa rotundamacula
Megarhyssa rotundamacula là một loài tò vò trong họ Ichneumonidae.